# Havens van Carthago
De havens van Carthago waren in de oudheid het belangrijkste onderdeel van het Carthaagse Rijk. Van de 8e tot de 3e eeuw v.Chr. domineerde Carthago de westelijke Middellandse Zee.

## Carthago
De Feniciërs stichtten de kolonie Carthago (bij het huidige Tunis in Tunesië), omdat deze plaats goed bereikbaar was vanuit zee, natuurlijke bescherming tegen vijandige volken bood, een vruchtbaar achterland bezat en goede verbindingen naar andere handelsplaatsen had. Volgens de overlevering werd Carthago in 814 v.Chr. gesticht, en tegenwoordig is men van mening dat dit jaartal redelijk correct is. Vanuit Carthago waren de door de Grieken gekoloniseerde eilanden Sicilië en Sardinië goed bereikbaar. Maar de Fenicische zeevaartroutes liepen veel verder door: naar de Fenicische koloniën in de Balearen, Cádiz en Larache in het westen, en naar de moederstad Tyrus en het Griekse Cyprus en Kreta in het oosten. De Carthaagse handelsschepen haalden zilver en ijzer uit Spanje, tin uit het Engelse Cornwall, goud en ivoor uit de Soedan. De stad exporteerde onder andere wijn, olijfolie, wapens, glaswerk, aardewerk en sieraden. De stad was verder bekend om haar katoenen, linnen en zijden stoffen, parfums en wierook, en het beroemde Tyrisch purper. Op het hoogtepunt van haar macht was Carthago de grootste en waarschijnlijk rijkste stad aan de Middellandse Zee.

## De havens
De uitgebaggerde binnenhavens, ook wel kothons genoemd, bestonden uit een rechthoekige haven voor koopvaardijschepen en een achter de handelshaven liggende ronde marinehaven met middenin een eiland, waarop zich de Carthaagse admiraliteit bevond. Volgens de Griekse historicus Appianus was de haveningang ongeveer 20 meter breed. Naast twee binnenhavens had Carthago ook een door strekdammen beschermde buitenhaven met een lange loskade.
De buitenhaven was rechthoekig, 300 meter × 150 meter groot en werd gebruikt door koopvaardijschepen. De binnen-, beschutte en ommuurde haven was circulair en werd gebruikt door de oorlogsvloot van de stad. Er was plaats voor 220 schepen in de marinehaven. Het water in de haven was twee meter diep en de marinehaven werd geflankeerd door een zuilkolom.

### De handelshaven
De eerste haven was de handelshaven: hier werd de Carthaagse koopwaar geladen en gelost. Deze haven had ruwweg een rechthoekige vorm van ongeveer 500 bij 200 m. Amerikaanse opgravingen bij de handelshaven in de jaren zeventig brachten Punische haveninstallaties uit de 2e eeuw v.Chr. aan het licht, waaronder kades en pakhuizen.
 Achter deze haven bevond zich de militaire haven, die door een kanaal met de handelshaven verbonden was.

### De marinehaven

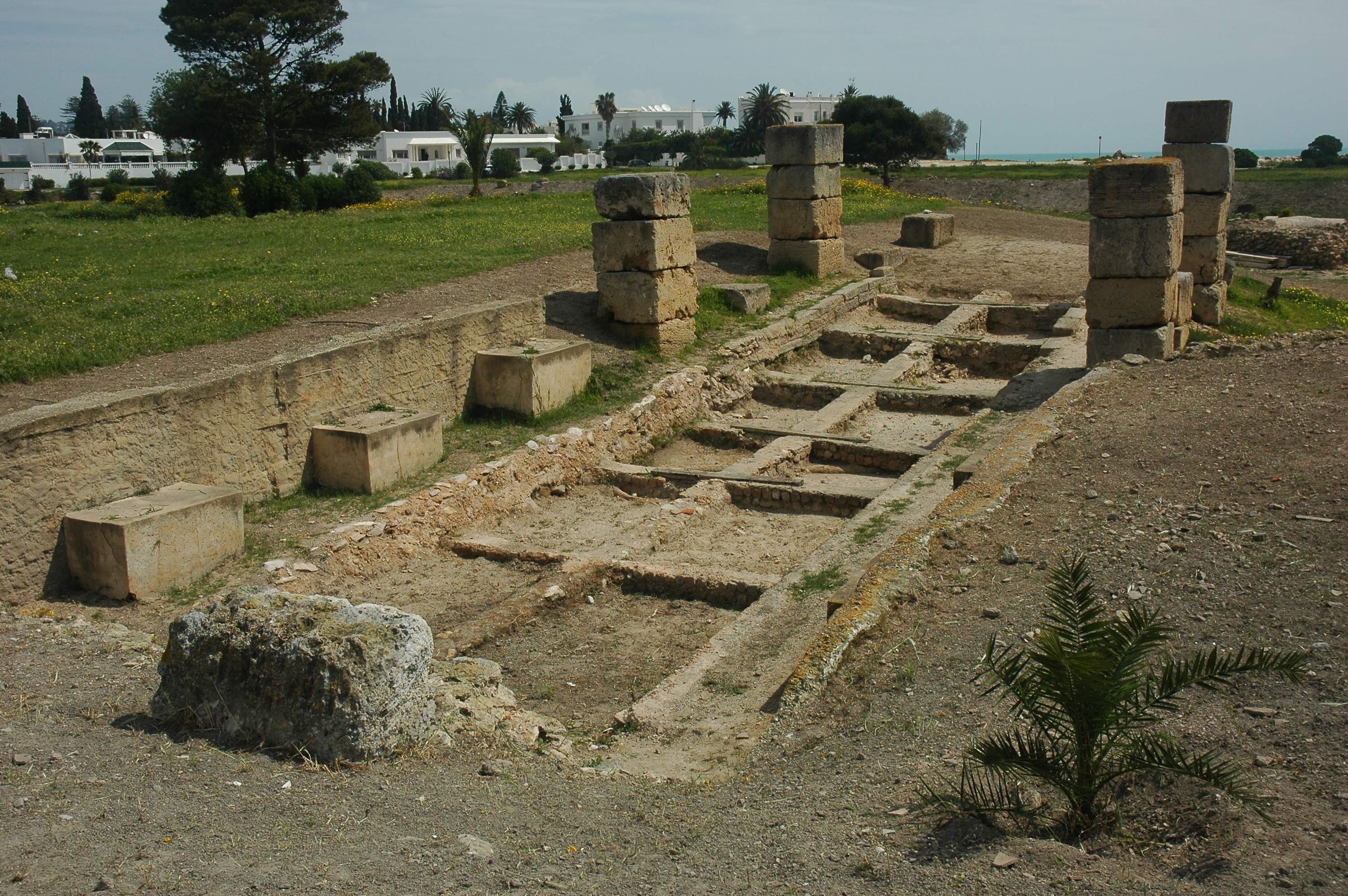
Ruïne van een Carthaags droogdok.

De militaire haven was cirkelvormig en had een diameter van meer dan 300 meter. Midden in de afgeschermde marinehaven lag een rond eiland. Het had een diameter van 130 meter en was groot genoeg om honderden schepen te kunnen herbergen. Hier bevond zich ook een revolutionaire nieuwigheid: het droogdok. De Griekse schrijver Athenaeus van Naucratis vermeldt in zijn Deipnosophistae dat een droogdok al rond 200 v.Chr. in Ptolemaeïsch Egypte in gebruik was. Waarschijnlijk had Carthago al vrij kort daarna droogdokken in gebruik. Bij de ingang van elk dok stonden twee Ionische zuilen, waardoor zowel het eiland als de havenoever het aanzicht van een doorlopende portico had.
Volgens Appianus in zijn Romeinse Geschiedenis waren zowel de marinehaven als het eiland volledig omsloten door hoge kades. Deze waren volgebouwd met scheepswerven, met een totale capaciteit van 220 schepen. Boven de werven bevonden zich magazijnen voor de tuigage en andere scheepsonderdelen. Op het eiland bevond zich op een verhoging de admiraliteit, van waaruit een trompettist de orders van de admiraal doorgaf. Deze kon zelf vanuit zijn huis de zee overzien. Vanuit de handelshaven kon men daarentegen weinig van de marinehaven zien. Bezoekers op weg van de handelshaven naar de stad werd het zicht op de marinehaven ontnomen door een dubbele ommuring.

## De val van Carthago en de Romeinse periode

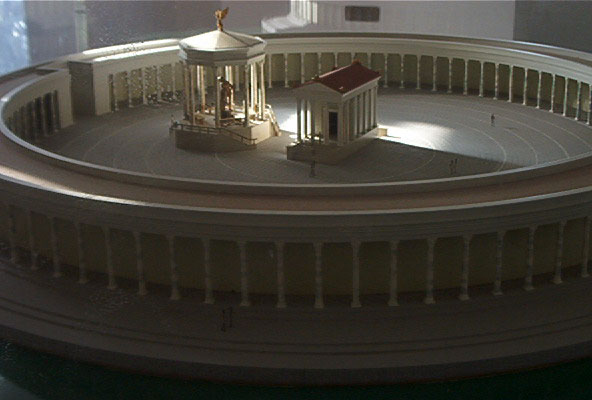
Het eiland in de marinehaven ten tijde van het Romeinse Keizerrijk.

Aan het einde van de Derde Punische Oorlog in 146 v.Chr. werd Carthago na een belegering van bijna vier jaar ingenomen door Scipio Aemilianus en geheel van de kaart geveegd. Bijna 100 jaar bleef de plaats onbewoond, maar in de tijd van keizer Augustus werd Carthago door de Romeinen herbouwd. In de loop van de 1e eeuw n. Chr. groeide de stad zelfs uit tot de tweede stad in de westelijke helft van het Romeinse Rijk met ongeveer 500.000 inwoners. Het oude Punische admiraliteitseiland in de marinehaven werd verbouwd tot forum met twee Romeinse tempelgebouwen, omsloten door een ronde zuilengalerij. De handelshaven werd door de Romeinen herbouwd en opnieuw in gebruik genomen.